# 스티븐 콘스탄틴
스티븐 필립 콘스탄틴(영어: Stephen Phillip Constantine, 1962년 10월 16일~)은 잉글랜드의 축구 지도자로 현재 파키스탄 축구 국가대표팀의 사령탑을 맡고 있으며 키프로스 국적도 함께 보유하고 있다.

## 선수 시절
1962년 10월 16일 잉글랜드 런던 출생으로 미국에서 선수로 활동했으나 26세의 나이에 무릎 부상에 발목이 잡혀 일찌감치 선수 생활을 마감했다.

## 지도자 경력

### 초기 경력
1995년 키프로스의 APEP FC 감독으로 본격적인 지도자 커리어를 시작한 후 1999년부터 2001년까지 네팔 대표팀 감독을 맡아 1999년 남아시아 경기 대회 은메달, 2000년 ANFA컵 준우승 등의 성과를 이끌어냈다.

### 인도 A대표팀
2002년부터 2005년 그리고 2015년부터 2019년까지 인도 대표팀 사령탑을 2차례 역임하며 2003년 SAFF 챔피언십 3위, 2015년 SAFF 챔피언십 우승, 2018년 SAFF 챔피언십 준우승, 2019년 AFC 아시안컵 본선 진출을 이끌었고 이후 태국과의 2019년 AFC 아시안컵 A조 조별리그 1차전에서 4-1의 대승을 거두며 1964년 이후 인도의 55년만의 아시안컵 본선 승리를 이끌었다.
비록 태국전 대승 이후 2경기를 내리 패하면서 A조 최하위로 대회를 마감했지만 2015년 복귀 당시 173위에 처져 있던 인도의 FIFA 랭킹을 4년만에 무려 76계단 끌어올리는 최대의 성과를 거둔 후 인도 대표팀 지휘봉을 내려놓았다.

### 파키스탄 A대표팀
2023년 9월 30일 파키스탄 A대표팀 사령탑으로 전격 부임한 이후 첫 국제 대회인 캄보디아와의 2026년 FIFA 월드컵 아시아 지역 1차 예선 1차전 원정 경기에서는 0-0 무승부를 거둔 뒤 2차전 홈 경기에서는 1-0으로 승리를 거두며 파키스탄 축구 역사상 월드컵 아시아 지역 예선 첫 승과 함께 사상 첫 2차 예선 진출이라는 큰 성과를 이끌었고 아울러 최소 2027년 AFC 아시안컵 최종 예선 진출권 확보에도 성공했다.
그 후 파키스탄 대표팀 감독직을 잠시 내려놓았다가 2027년 AFC 아시안컵 최종 예선을 앞두고 파키스탄 대표팀 사령탑에 전격 복귀했다.

## 수상

### 국가대표팀 (지도자)
네팔
- 남아시아 경기 대회 : 은메달 (1999)
- ANFA컵 : 준우승 (2000)

 인도
- SAFF 챔피언십 : 우승 (2015), 준우승 (2018), 3위 (2003)